# 유아레즈
유아레즈(Juarez)는 미국에서 제작된 윌리엄 디터리 감독의 1939년 영화이다. 폴 무니 등이 주연으로 출연하였다.

## 출연

### 주연
- 폴 무니
- 베티 데이비스

### 조연
- 브라이언 아언
- 클로드 레인스
- 존 가필드
- 도널드 크리스프
- 조셉 칼레이아
- 게일 손더그라드
- 길버트 롤랜드
- 헨리 오닐
- 해리 대번포트
- 루이스 칼헌
- 월터 킹스포드
- 조지아 케인
- 몬타구 러브
- 존 밀란
- 블라디미르 소콜로프
- 어빙 피첼
- 페드로 드 코르도바
- 길버트 에머리
- 몬트 블루
- 믹키 컨
- 빌리 윌커슨
- 마틴 가라라가
- 프랭크 랙틴

## 제작진
- 원작자: 프랜즈 워펠
- 협력프로듀서: 헨리 블렁크
- 미술: 앤턴 그롯
- 의상: 오리 켈리